# 太田病院
太田病院（おおたびょういん）は、岐阜県美濃加茂市にある民間の病院である。医療法人録三会が運営する。美濃加茂市役所に隣接する。
基本的に外来診察は附属の太田メディカルクリニックで行ない、その症状により太田病院で入院となる。

## 診察科
外来の診察は附属の太田メディカルクリニックで行なう。
- 内科
- 消化器内科
- 循環器内科
- 糖尿病内科
- 外科
- 整形外科
- 脳神経外科
- 肛門外科
- 皮膚科
- 泌尿器科
- リハビリテーション科
- リウマチ科
- アレルギー科

## 沿革
- 1945年（昭和20年）：開設。
- 1963年（昭和38年）：医療法人の認可を受ける。
- 2003年（平成15年）：特定医療法人録三会の法人認可を受ける。
- 2004年（平成16年）：現在地に新築移転。太田メディカルクリニックを開設する。

## 交通機関
- JR高山本線・太多線・長良川鉄道越美南線 美濃太田駅より徒歩で約10分。

## 付属施設
- 太田メディカルクリニック
- 中部台ケアセンター
- 有料老人ホーム更紗
- 居宅介護支援事業所
- つるかめ訪問看護ステーション
- 訪問介護ステーション「ウイズ」
- あゆみ保育所 - 認可保育所。事業所内保育所だが、録三会職員の幼児以外に地域住民の幼児も受け入れている。

## 主な専門治療
- 禁煙外来
- ケミカルピーリング